# 1600年代
1600年代（せんろっぴゃくねんだい）は、
1. 西暦（グレゴリオ暦）1600年から1609年までの10年間を指す十年紀。本項で詳述する。
2. 西暦1600年から1699年までの100年間を指す。17世紀とほぼ同じ意味であるが、開始と終了の年が1年ずれている。

## できごと

### 1600年
- 2月17日：ジョルダーノ・ブルーノ刑死。
- 10月21日：関ヶ原の戦い。
- 12月31日：イギリス東インド会社設立。

### 1601年
17世紀の開始年
- 2月8日：第2代エセックス伯ロバート・デヴァルー、イングランド女王エリザベス1世に対し反逆、速やかに鎮圧される。
- イエズス会士マテオ・リッチ、中国に到着する。
- オランダ軍、マラガからポルトガル人を駆逐する。

### 1602年
- 1月3日：キンセールの戦い - アイルランド軍とスペイン軍はグレゴリオ暦を使用していたので、この年の1月3日が開戦日とされるが、イングランド軍が使用していたユリウス暦では、開戦日は1601年12月24日となる。
- 3月20日：オランダ東インド会社が設立される。
- 6月：ジェームズ・ランカスター（英語版）旗下の東インド会社艦隊、地元の統治者と取引するためアチェおよびスマトラを来訪する。
- 12月11日：サヴォイア公カルロ・エマヌエーレ1世とその義弟のスペイン王フェリペ3世の旗下にある軍の攻撃がジュネーヴ市民によって撃退される。
- ウィリアム・シェイクスピア作『ウィンザーの陽気な女房たち』が刊行される。
- プラハでフロリアン・マティアスが胃から短剣を取り除く。内臓外科手術の最初の成功例。
- 個人の貿易会社がコペンハーゲンに設立され、アイスランドとの貿易を独占する。

### 1603年
- 江戸幕府完成。
- スコットランド王ジェームズ6世がイングランド王ジェームズ1世として即位し、両国の同君連合が成立。

### 1604年
- 1月14日：イングランド王ジェームズ1世、イングランド国教会監督・清教徒代表を招聘し、ハンプトン・コート会議（英語版）を開く。
- 9月20日：アンブロジオ・スピノラ旗下のスペイン軍、3年間の包囲を経てオーステンデを占領する。
- 11月1日：ウィリアム・シェイクスピアの悲劇『オセロ』、ロンドンのホワイトホール宮殿で上演される。
- 顧憲成が無錫で東林書院を復興する。

### 1605年
- ロシア大動乱始まる。
- 4月13日：ロシアツァーリ、ボリス・ゴドゥノフ崩御、フョードル2世即位。
- 6月1日：モスクワのロシア軍、フョードル2世と皇太后を拘束する。
- 6月30日：偽ドミートリー皇子、ドミートリー2世としてロシア皇帝に正式に即位する。
- 10月27日：スピノラ旗下のスペイン軍、ヴァハテンドンクを占領する。
- ローマ教皇レオ11世即位、同年入寂。
- バルバドスにイングランドの植民地が建設される。
- 悪臭下劣新聞（De Nieuwe Tijdinghen）創刊、オランダの新聞の祖。

### 1606年
- 1月31日：火薬陰謀事件 - ガイ・フォークス、イングランド議会およびジェームズ1世に対する陰謀の廉で処刑
- 4月12日：ユニオンジャック、イングランド＝スコットランド連合の国旗として採用される。
- 12月26日：シェイクスピアの『リア王』、宮中で上演される。

### 1607年
- 1月20日：ブリストル海峡に津波、2,000人死傷。
- 4月26日：イングランド人入植者、ジェームズタウン設立のためジェームズ川を上流、ヘンリー岬（英語版）で上陸する。
- 6月8日：ニュートンの反乱 - ノーサンプトンシャー州ニュートンの共有地の囲い込みに対する抗議中、地主トレシャム家が農夫40〜50人を殺害。
- 6月29日：江戸時代になって最初の朝鮮通信使が徳川将軍のもとに派遣され、国交回復。

### 1608年
- ファルツ選帝侯を盟主としてプロテスタント同盟結成。
- カルヴィン裁判。
- スウェーデン、ロシア大動乱に参戦。
- フランスがカナダのケベック植民地（英語版）を形成。
- 永楽通宝の流通禁止。

### 1609年
- マクシミリアン1世 (バイエルン選帝侯)がカトリック連盟を組織。
- ポーランド、ロシア大動乱に正式参戦。
- スペインとオランダが停戦（八十年戦争、-1621年）。
- 薩摩藩島津氏による琉球王国侵攻（琉球侵攻）。
- 1609年頃、ハンス・リッペルハイが2枚の凹レンズを筒に取り付けた装置をオランダ軍に売ろうとし、実用的な望遠鏡をデザインして普及させた[※ 1]。[1]